# Bravestarr
BraveStarr est une série d'animation américaine en 65 épisodes de 23 minutes, créée par Tom Tataranowicz et Daryl Givens, produite par le studio Filmation et diffusée entre le 14 septembre 1987 et le 24 février 1988 en syndication.
En France, la série a été diffusée à partir du 5 septembre 1987 sur Canal+ et rediffusée à partir du 29 septembre 2005 sur Ma Planète, et au Québec à partir du 1er décembre 1987 à Super Écran. Elle reste inédite dans les autres pays francophones.
Mattel a fait produire cette série pour promouvoir sa nouvelle ligne de jouets, selon la même formule que la gamme des Maîtres de l'univers.

## Synopsis
Sur la lointaine planète Nouveau Texas, la découverte du minerai précieux Kerium attire toutes sortes de bandits.
Dans ce Far West du futur, un seul homme est capable de faire régner la loi : le marshall Bravestarr. Possédant des facultés surhumaines grâce à son mentor le vieux Shaman (la force de l’ours, la vitesse du puma, l’œil du faucon et l’oreille du loup), il accomplit sa mission avec ses fidèles alliés, le barman Moustachu (Handle Bar), le juge JB, son adjoint Fuzz et surtout, le cheval 30/30 qui peut se transformer en humanoïde.
Shaman a prévenu Bravestarr que Stampede, l'esprit démoniaque qui a volé une partie de ses pouvoirs ancestraux, a métamorphosé un vieux mineur en son serviteur démoniaque : Tex Hex, le pire bandit qui soit, alors que ce dernier allait trouver la mort dans le crash de son vaisseau rempli de Kerium.
Tex Hex et sa bande, restés impunis à ce jour, deviennent ainsi les hors-la-loi contre lesquels Bravestarr et ses alliés devront lutter sans cesse pour que la justice revienne à nouveau un jour sur le Nouveau Texas.

## Distribution

### Voix originales
- Pat Fraley : Bravestarr
- Ed Gilbert : 30/30 et Shaman
- Alan Oppenheimer : Moustachu, Stampede
- Charlie Adler : Tex Hex
- Susan Blu : Juge J.B. McBride

### Voix françaises
- Serge Sauvion : Bravestarr
- Georges Lycan : 30/30
- Henry Djanik : Shaman, Intimidor
- Raoul Delfosse : Moustachu, Stampede
- Serge Bourrier : Tex Hex
- Maurice Sarfati : Fulminor
- Michel Papineschi : Voix-off du générique

 Source et légende : version française (VF) sur RS Doublage et Planète Jeunesse

## Épisodes
L'ordre de diffusion ci-après ne correspond pas à l'ordre original de diffusion aux États-Unis.
1. Musique au Nouveau Texas (New Texas Blues)
2. La Nuit du Bronco-Tank (Night of the Bronco-Tank)
3. La Force de l'ours (Strength of the Bear)
4. Le Zoo de l'espace (Space Zoo)
5. Le Grand Frère (Brother's Keeper)
6. La Fièvre du kerium (Kerium Fever)
7. La Capture du 123 (The Taking of Thistledown 123)
8. Sans tambour, ni trompette (No Drums, No Trumpets)
9. Duel à l'ombre (Showdown at Sawtooth)
10. Bravestarr et la Loi (BraveStarr and the Law)
11. L'Œil du témoin (Eyewitness)
12. L'Île volante (Nomad Is an Island)
13. Un jouet dangereux (Hail, Hail, The Gang's All Here)
14. Témoignage (Eye of the Beholder)
15. Le Pendentif (BraveStarr and the Medallion)
16. Sherlock Holmes au 23e siècle - 1re partie (Sherlock Holmes in the 23rd Century - Part 1)
17. Sherlock Holmes au 23e siècle - 2e partie (Sherlock Holmes in the 23rd Century - Part 2)
18. Comme on se retrouve (The Vigilantes)
19. Thoren le trafiquant d'esclaves (Thoren the Slavemaster)
20. Mets-toi à sa place (To Walk a Mile)
21. Skuzz et Fuzz (Skuzz and Fuzz)
22. Qui suis-je ? (Who Am I?)
23. La loi c'est la loi (Trouble Wears a Badge)
24. Les Témoins (The Witnesses)
25. Entre de mauvaises mains (The Wrong Hands)
26. Le Bon, la Brute et le Maladroit (The Good, the Bad, and the Clumsy)
27. L'Enfant sauvage (Wild Child)
28. Jeremiah et le Peuple de la prairie (Jeremiah and the Prairie People)
29. Le Héros méconnu (Unsung Hero)
30. L'Expérience de l'âge (An Older Hand)
31. L'Otage (Hostage)
32. La Planète folle (Runaway Planet)
33. Un mauvais accord (Bravestarr and the Treaty)
34. La Montagne perdue (Lost Mountain)
35. Des amis de poids (Handlebar and Rampage)
36. Le Bouclier magique (The Haunted Shield)
37. L'Idole déchue (Fallen Idol)
38. Le Grand Trente-Trente et son petit protégé (Big Thirty and Little Wimble)
39. Souvenirs (Memories)
40. Buddy (Buddy)
41. Remous (Rampage)
42. La Mine de la peur (Tunnel of Terror)
43. Un stagiaire remuant (The Ballad of Sara Jane)
44. Bravestarr et les Trois Soleils (BraveStarr and the Three Suns)
45. L'Animal sauvage (Running Wild)
46. Terrible nuit de Tex (Tex's Terrible Night)
47. La Révolte du peuple de la prairie (Revolt of the Prairie People)
48. La Journée d'un juge (A Day in the Life of a New Texas Judge)
49. Le Prix (The Price)
50. Le Procès de Tex (Tex but not Hex)
51. L'Appel aux armes (Call to Arms)
52. L'Équilibre du pouvoir (Balance of Power)
53. La Disparition de Trente-Trente (The Disappearance of Thirty-Thirty)
54. Frères de crime (Brothers In Crime)
55. L'Homme au bras long (Shake Hands with Long Arm John)
56. La Force de l'amour (Ship of No Return)
57. Le Retour de l'enfant sauvage (Call of the Wild)
58. Trente-Trente part camper (Thirty-Thirty Goes Camping)
59. La Prise de la ville (The Day the Town Was Taken)
60. Le Chasseur de primes (The Bounty Hunter)
61. Bonjour, au revoir (Sunrise, sunset)
62. La Légende de la belle dame (Legend of a Pretty Lady)
63. Bravestarr et l'Impératrice (BraveStarr and the Empress)
64. Le Blocus (The Blockade)
65. Une si petite chose (Little Lie That Grew)

## Adaptation

### Film d'animation
- 1988 : Bravestarr de Tom Tataranowicz

### Jeu vidéo
- 1987 : Bravestarr (jeu de tir horizontal) sur Commodore 64, Amstrad CPC et ZX Spectrum développé par Probe Software et publié par Go!.

## DVD
- États-Unis :

L'intégralité des épisodes est sortie en Zone 1 dans un coffret 7 DVD le 10 mai 2011 chez Mill Creek Entertainment uniquement en version originale et sans suppléments.